# 张杰 (物理学家)
张杰（1958年1月31日—），男，原籍河北邢州，生于山西太原，中国物理学家，中国科学院院士，德国科学院院士，第三世界科学院院士，英国皇家工程院外籍院士，美国科学院外籍院士。曾任上海交通大学校长。

## 生平
1982年、1985年，在内蒙古大学获物理学学士和硕士学位。1988年，在中国科学院物理研究所获博士学位。1989年至1998年，在德国马普学会量子光学所和英国卢瑟福.阿普尔顿实验室从事科研工作。1999年1月，任中国科学院物理研究所研究员、光物理重点实验室主任和物理研究所副所长。2003年，任中国科学院基础科学局局长。2006年11月27日，任上海交通大学校长，成为该学校自1949年后最年轻的一位校长。2007年10月21日，在中国共产党第十七次全国代表大会上，当选中共中央候补委员。2012年11月14日，在中国共产党第十八次全国代表大会上，再次当选中共中央候补委员。2017年2月22日，卸任上海交通大学校长。2017年2月28日，任中国科学院副院长，中国科学院大学党委书记。2023年3月13日，第十四届全国政协委员、常务委员、教科卫体委员会副主任。

## 学术研究
他主要从事强场物理、X射线激光和“快点火”激光核聚变等方面的研究。以第一作者或通讯作者身份，在 “Science”、“Physical Review Letters”等国际重要学术刊物上发表论文100多篇。近5年来在重要国际学术会议上做特邀报告35次，担任Optics Express(美国)等五家国际重要学术刊物的副主编和编委。还担任国家散裂中子源大科学工程预研究项目主持人，兼任中国物理学会常务理事、中科院数理学部常委，英国物理学会Fellow，国际纯粹物理和应用物理联合会（IUPAP）专业委员会委员，联合国经济合作与发展组织（OECD）理事，亚太物理学会联合会（AAPPS）主席。